# Amtala
Amtala é uma vila no distrito de South Twentyfour Parganas, no estado indiano de West Bengal.

## Geografia
Amtala está localizada a 23° 55′ N, 88° 27′ L. Tem uma altitude média de 16 metros (52 pés).

## Demografia
Segundo o censo de 2001, Amtala tinha uma população de 7599 habitantes. Os indivíduos do sexo masculino constituem 52% da população e os do sexo feminino 48%. Amtala tem uma taxa de literacia de 73%, superior à média nacional de 59,5%; com 56% para o sexo masculino e 44% para o sexo feminino. 11% da população está abaixo dos 6 anos de idade.